# Diepflingen
Diepflingen ist eine politische Gemeinde im Bezirk Sissach des Kantons Basel-Landschaft in der Schweiz.

## Geographie

Historisches Luftbild aus 3000 m von Walter Mittelholzer von 1923

Diepflingen liegt im Homburgertal an der Hauenstein-Bahnlinie Sissach-Läufelfingen–Olten. Die Schienenhöhe beträgt 411 m ü. M.

## Geschichte
Diepflingen hielt während der Trennungswirren der beiden Halbkantone Basel-Stadt und Basel-Landschaft 1833 mit Gelterkinden zunächst treu zu Basel, wodurch es Angriffen der Gegner ausgesetzt war. Um sich der ständigen Bedrohung zu entziehen, erklärte sich das Dorf nach einer knappen Abstimmung am 20. Mai 1833 zur neutralen Republik Diepflingen. Diese hatte allerdings nur eine kurze Dauer von 9 Tagen, weil die Tagsatzung der Schweizerischen Eidgenossenschaft mit dem Einsatz der Armee drohte. Trotzdem wird das ehemalige Bauerndorf im Volksmund auch heute noch liebevoll «die Republik» genannt.
Der Dorfname wurde 1251 als Dyephlinchon erstmals erwähnt (Hof der Dietphalinge), wurde zu Dietphalinchova, Dietphlikon, und dann zu Diepfliken, wie es die Einheimischen heute noch nennen. Zuzüger nennen es auch Diepfligen und manche «Neudiepfliker» sogar Diepflingen wie die Schreibweise, was den alten Einheimischen jeweils die Haare zu Berge stehen lässt. 1363 errichteten die Grafen von Frohburg, Thierstein und Habsburg eine Zollstätte in Diepflingen. 1461 ging Diepflingen an die Stadt Basel über. 1671 zerstörte eine Feuersbrunst einen Teil des Dorfes.
Aus der Siedlungsgeschichte sei der Fund eines Grabes aus der La Téne-Zeit, enthaltend Halsring aus Bronze, fünf vollständige und zwei unvollständige Früh-La-Téne-Fibeln, erwähnt. Andere Funde deuten auf das Vorhandensein einer römischen Villa.

## Wappen
Ein Wappen gibt es seit 1939: Auf grünem Boden eine silberne Tormauer mit rotem Tor und Dach vor schwarzem Hintergrund. Das Wappen weist auf den alten Schwibbogen hin, der zur früheren Zollstelle gehört hatte. Entworfen wurde es vom damaligen Dorfschulmeister Hans Marti. Die Flagge ist schwarz-weiss-rot.